# Butyriboletus pseudoregius
Butyriboletus pseudoregius är en sopp i familjen Boletaceae som först beskrevs av Heinrich Huber som en underart av Boletus appendiculatus och sedan som egen art av Alain Estadès 1988. Den flyttades till det nybeskrivna släktet Butyriboletus 2014 av David Arora och Jonathan Frank.